# Johann Christoph Döbel

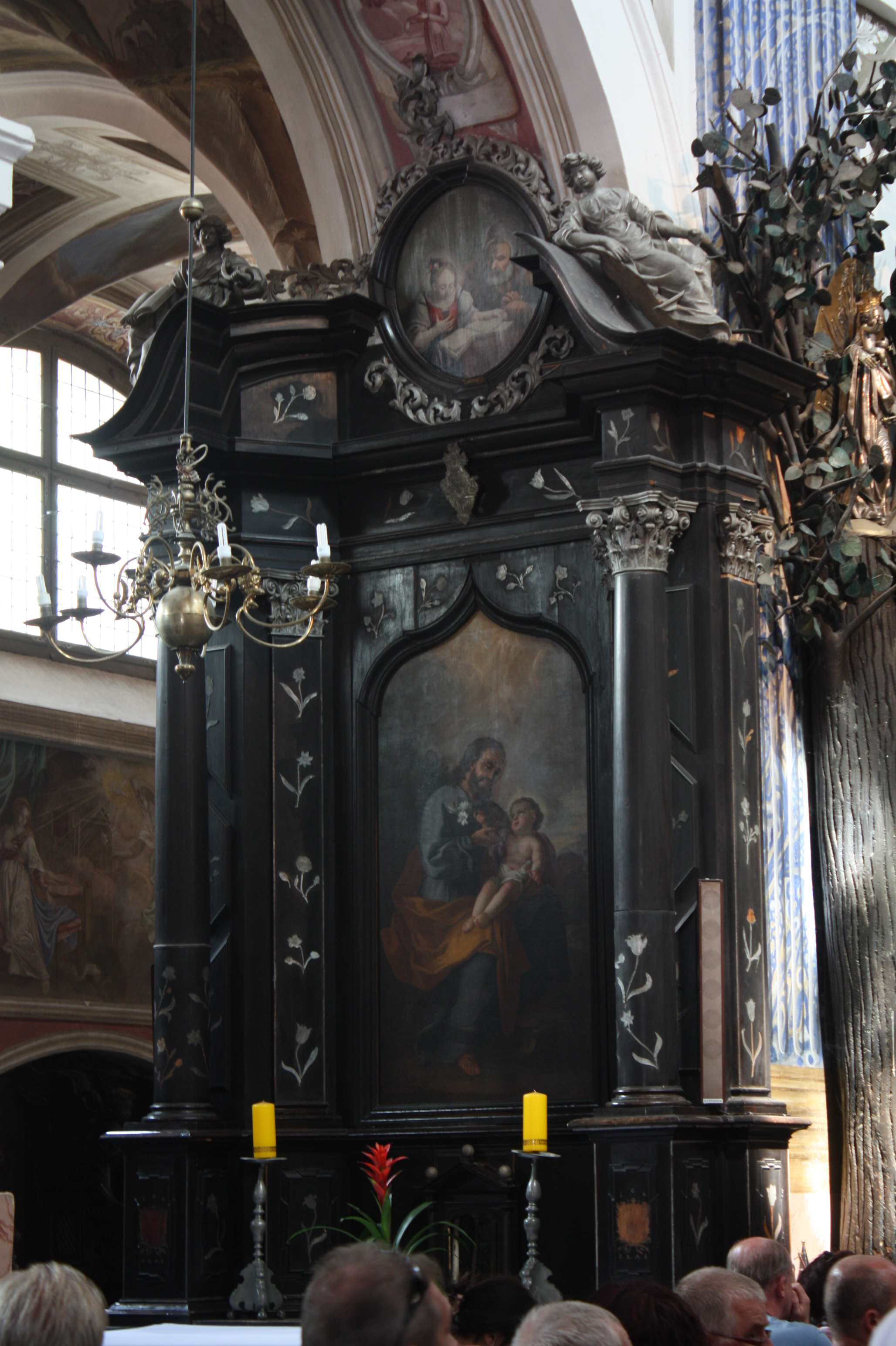
1697: Joseph-Altar in Heilige Linde

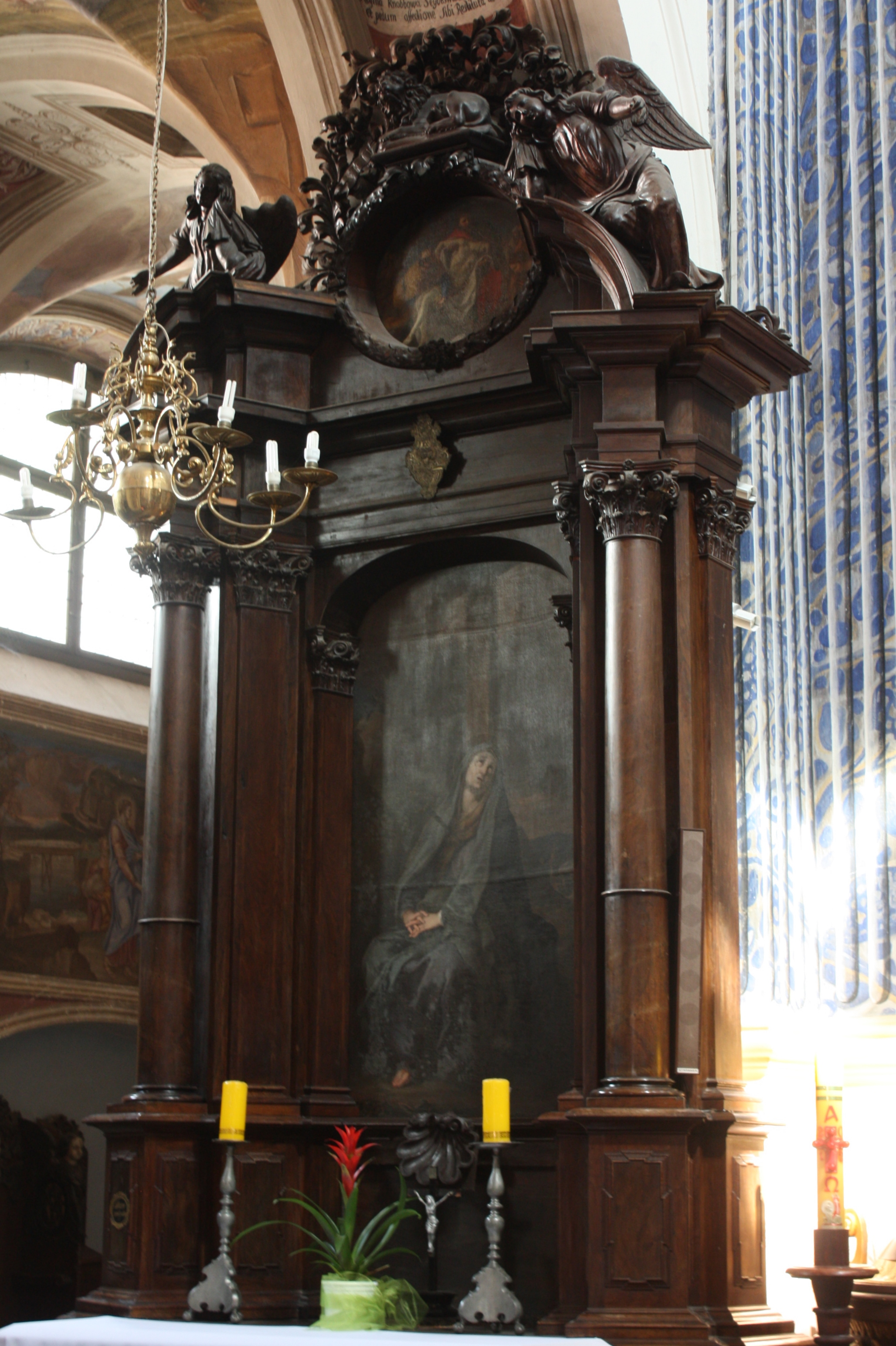
Altar der schmerzhaften Mutter Gottes in Heilige Linde

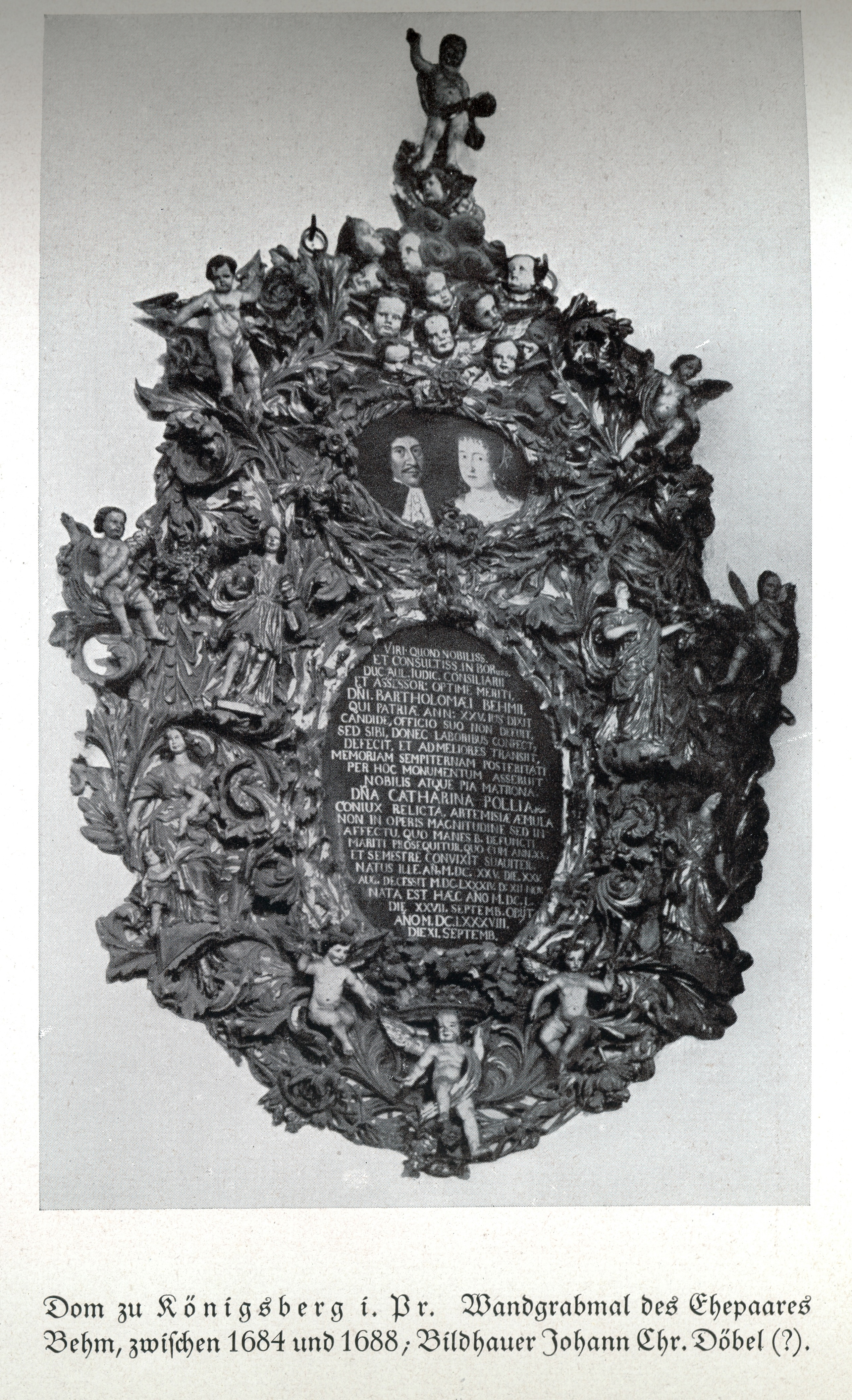
1684/1688: Wandgrabmal des Bartholomäus Behm und Frau Catharina Pollia im Dom in Königsberg

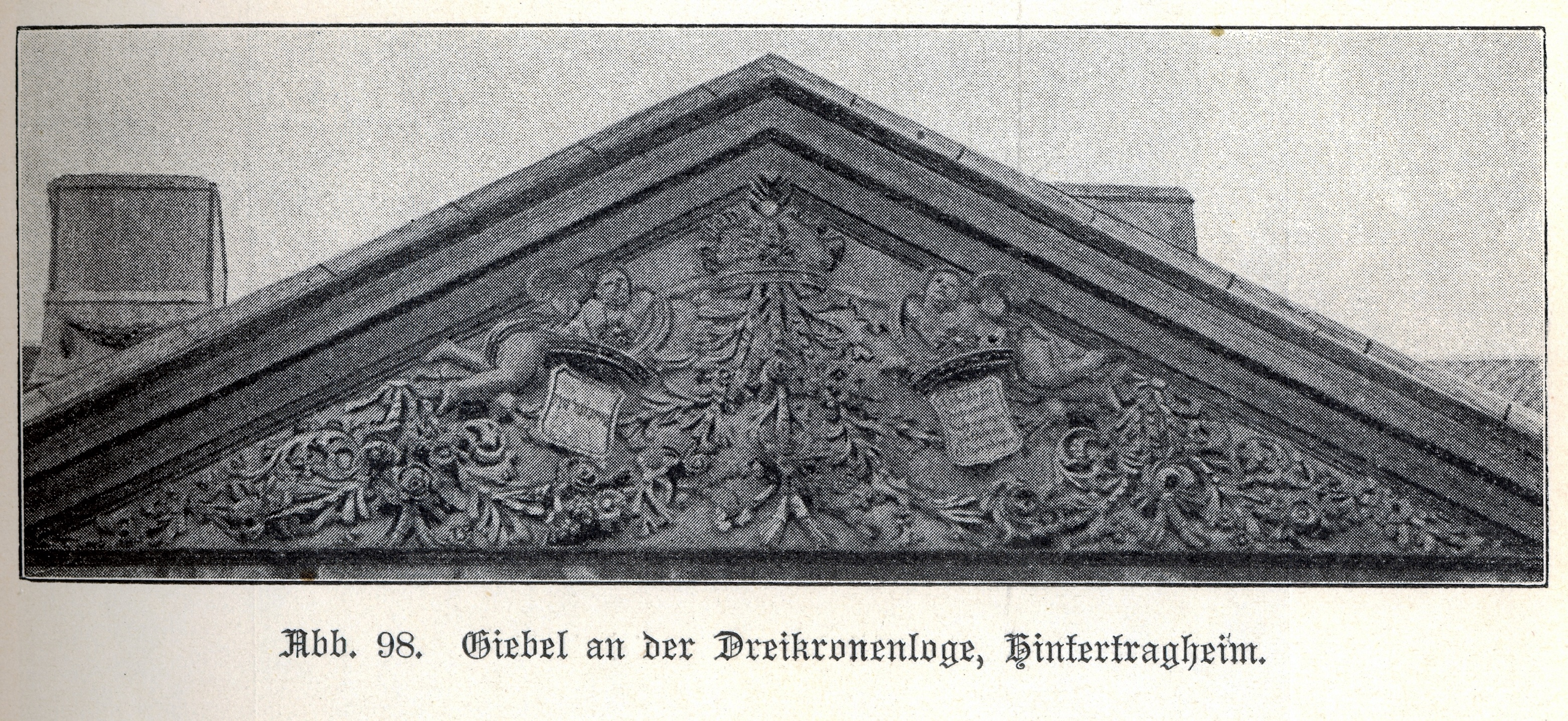
Giebel an der Dreikronenloge

Johann Christoph Döbel (* 1640; † 17. November 1705 oder 1713 vermutlich in Königsberg) war ein deutscher Bildhauer, der überwiegend in Ostpreußen arbeitete.:60

## Leben
Döbel war der Sohn des Bildhauers Michael Döbel des Älteren, wurde auf einer Reise nach Königsberg geboren und am 9. Dezember 1640 in Bladiau in Ostpreußen getauft.:60 Er lernte in der Werkstatt seines Vaters die Bildhauerkunst. Als Gehilfe seines Vaters arbeitete er in den Jahren 1663/64 zusammen mit seinem älteren Bruder Johann Michael Döbel (1635–1702)  an dem Grabdenkmal für den Ober-Regimentsrat und Kanzler Johann von Kospoth im Königsberger Dom. Im Juni 1667 war Döbel kurz Baumeister des preußischen Kurfürsten und vertrat seinen Bruder in dieser Funktion.:52 Der Bruder wollte ihn wohl dauerhaft nach Berlin holen, was aber misslang. Während der ältere Bruder Michael in Berlin Karriere machte, reiste Johann Christoph Döbel dann von 1668 bis 1679 als selbstständig tätiger Bildhauer auf Wanderschaft durch Ostpreußen. Um 1700 ging Döbel vermutlich nach Berlin. Ob er dort dauerhaft blieb oder schon bald wieder nach Königsberg zurückkehrte, ist nicht geklärt.:300
Döbel heiratete am 17. April 1679 in Königsberg Anna Fischer, die Tochter eines Bordingreeders im Königsberger Stadtteil Altstadt. Aus der Ehe gingen drei Töchter hervor.:60

## Werke
Als erwiesene Arbeiten gelten::60f:303ff
- 1663/64: Mitarbeit am Kospoth’schen Denkmal im Königsberger Dom
- 1681: Altaraufsatz in der evangelischen Pfarrkirche Deutschendorf
- 1687: Altaraufsatz in der evangelischen Pfarrkirche in Arnau
- 1688/89: Altaraufsatz und Kanzel in der evangelischen Pfarrkirche in Tharau
- um 1690: Kanzel in der evangelischen Pfarrkirche in Laptau
- 1696: sechs Beichtstühle in Heilige Linde
- 1697: Altar der schmerzhaften Mutter Gottes, Joseph-Altar in Heiligelinde
- 1698/99: Altar der hl. Anna, Altar des sterbenden Heilands in Heiligelinde
- 1713: Noch kurz vor seinem Tode begann Döbel mit den Arbeiten für ein Altarwerk mit zwölf Engeln in der Berliner Nicolaikirche. Die Fertigstellung übernahm Samuel Theodor Gericke.[6]:54f[10] Im Jahr 1876 wurde der Altar zerstört. Erhalten blieben nur zehn Engel, die Mitarbeiter des Stadtmuseums Berlin bei Nachforschungen fanden. Einer der Engel wurde inzwischen restauriert und hängt wieder in der Kirche.[11][12]

## Zuschreibungen
Folgende Zuschreibungen an Johannes Christoph Döbel nimmt der Kunsthistoriker Anton Ulbrich außerdem vor::311f
- 1674/1675: Wandgrabmal der Euphrosina von Borck in der Pfarrkirche Preußisch Holland.
- 1681/1684: Wandgrabmal der Elisabeth Preuck in der Deutschen Kirche in Tilsit.
- 1684/1688: Wandgrabmal des Bartholomäus Behm und Frau Catharina Pollia in Medaillonform mit Bildnissen der Verstorbenen in der Krönung im Langhaus des Königsberger Doms. Das Werk verbrannte 1944.
- 1685/1690: Beichtstuhl in der evangelischen Pfarrkirche in Fischhausen. Tür des Beichtstuhls mit der Darstellung Christi. Auf dem Deckel des Beichtstuhls befindliche Engel mit Leidenswerkzeugen.
- 1687/88: Altaraufsatz, elf Bildwerke und Teile der Kanzel der Pfarrkirche in Quednau könnten von Döbel stammen.[9]:306ff.
- 1688: Wandgrabmal des Johann Dietrich von Tettau in der evangelischen Pfarrkirche in Schönbruch.
- 1690: Altaraufsatz, Kanzel und Beichtstuhl in der evangelischen Pfarrkirche in Schönbruch.
- 1690: Kanzel in der Pfarrkirche in Preußisch Holland.
- 1691: Kanzel in der Pfarrkirche in Petershagen.
- um 1695: Schnitzereien im Giebel der Drei-Kronen-Loge im Königsberger Stadtteil Tragheim
- 1696: Altaraufsatz der evangelischen Kirche in Freystadt in Westpreußen
- vor 1702: Kanzel in Brandenburg
- 1702: Kanzel in der Parochialkirche Berlin[6]:52

Außerdem ordnet Ulbich Döbel mehrere Bildwerke zu, die er in den Kirchen in Lyck, Guttstadt, Petershagen,  Ischdaggen, Altstadt, Steinbeck, Grünhayn und Heinrichswalde fand. Auch das Altarwerk der evangelischen Pfarrkirche in Kallinowen (1914 zerstört), Trempen, Paterswalde und der Altaraufsatz der evangelischen Kirche in Starkenberg sollen aus der Werkstatt Döbels stammen. Eventuell wurde auch das Orgelgehäuse der Kirche in Landsberg von Döbel oder in dessen Werkstatt geschaffen.:316ff